# Іутинська Галина Олександрівна
Галина Олександрівна Іутинська (25 серпня 1946, Цюрупинськ, Цюрупинський район, Херсонська область) — український мікробіолог, доктор біологічних наук, професор, член-кореспондент НАН України, член бюро відділення біохімії, фізіології і молекулярної біології, лауреатка Державної премії України в галузі науки і техніки.

## Життєпис
У 1969 році закінчила Одеський університет, після чого вступила до аспірантури Українського науково-дослідного інституту зрошуваного землеробства Південного відділення Академії аграрних наук СРСР (нині Інститут землеробства південного регіону НААНУ, Херсон). У 1973 р. захистила кандидатську дисертацію і того ж року стала працювати в цьому закладі, спочатку молодшим науковим співробітником, а з 1977 року роках — старшим науковим співробітником. З 1979 року працює в Інституті мікробіології і вірусології НАНУ (Київ). З 1993 року — на посаді завідувачки відділу загальної і ґрунтової мікробіології. У 2003 році стала заступником директора з наукової роботи Інституту мікробіології і вірусології імені Д. К. Заболотного НАН України.
Науковий ступінь доктора біологічних наук отримала у 1989 році, захистивши дисертацію на тему: «рос. Микробная трансформация гликополимеров в интенсивно возделываемых почвах». Вчене звання професора отримала у 2006 році. У 2009 році обрана членом-кореспондентом НАН України. З 2015 року — член бюро відділення біохімії, фізіології і молекулярної біології, Відділення біохімії, фізіології і молекулярної біології НАН України.

## Наукова та громадська діяльність
Галузі наукових інтересів: загальна і ґрунтова мікробіологія, екологія,  ґрунтознавство. Дослідження стосуються структурно-функціональних закономірностей життєдіяльності мікроорганізмів у природних екосистемах; проблем підвищення стійкості мікробіологічних клітин до екзогенних токсичних речовин за допомогою мікробіологічних біополімерів з антимутагенними властивостями. Першою відкрила залежність спектрів ізоферментів мікроорганізмів від впливу важких металів і пестицидів. Нею було створено і доведено до виробництва екологічно безпечні препарати для рослинництва: ризобін, аверком, актинолан та інші.
Галина Олександрівна має 235 наукових праць, серед них — 13 монографій, навчальний посібник для вишів і 13 винаходів.
Голова спеціалізованої вченої ради із захисту дисертацій: Д 26.233.01 Інституту мікробіології і вірусології імені Д. К. Заболотного НАН України.
Член спеціалізованої вченої ради K 79.377.01 Інституту сільськогосподарської мікробіології НААН України.
Член редколегій наукових журналів — «Мікробіологічний журнал», «Біологічні студії», «Сільськогосподарська мікробіологія», «Мікробіологія і біотехнологія».
Член Комісії з гігієнічного нормування і регламентації мікробних препаратів МОЗ України та Науково-експертної ради з питань розроблення пропозицій та рекомендацій про можливість проведення
державної реєстрації препаратів Департаменту екологічної безпеки Міністерства охорони навколишнього природного середовища України.
Член Центральної ради Товариства мікробіологів України ім. С. М. Виноградського.
Член Центральної ради Українського товариства ґрунтознавців і агрохіміків.

## Нагороди

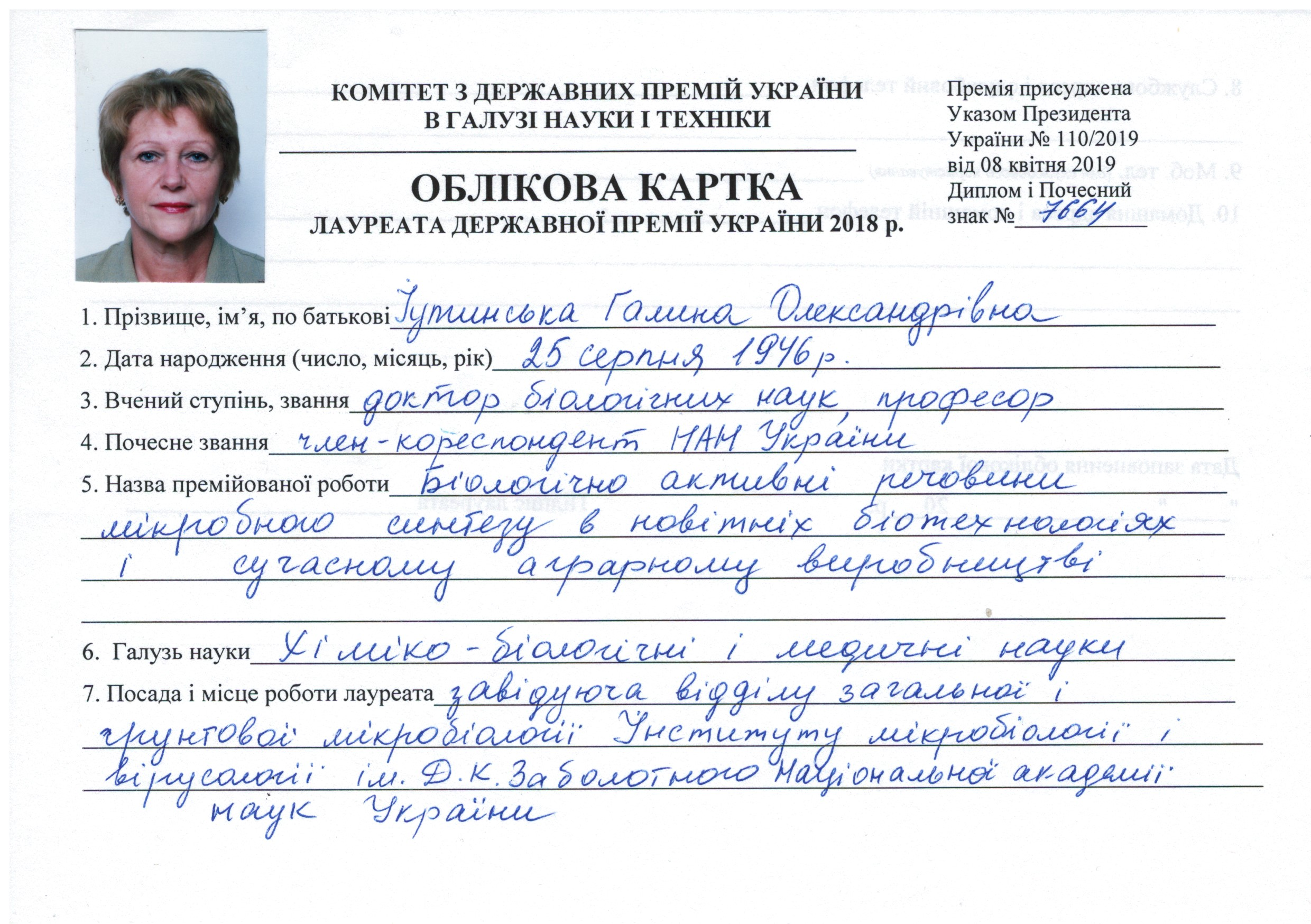
Облікова картка Лауреата Державної премії України Іутинської Галини Олександрівни

- Премія НАН України імені Д. К. Заболотного (2003) за монографію «Функціонування мікробних ценозів ґрунту в умовах антропогенного навантаження».
- Премія президентів Академій наук України, Білорусі і Молдови (2004).
- Державна премія УРСР в галузі науки і техніки (2018) — за роботу «Біологічно активні речовини мікробного синтезу в новітніх біотехнологіях і сучасному аграрному виробництві» (спільно з Курдишом Іваном Кириловичем, Білявською Людмилою Олексіївною, Циганковою Вікторією Анатоліївною, Гончаром Михайлом Васильовичем, Смутком Олегом Володимировичем, Федоренком Віктором Олександровичем і Волкогоном Віталієм Васильовичем)[1].

## Основні праці
- Почвенные микроорганизмы и интенсивное землепользование. К., 1988 (у співавторстві) (рос.)
- Функціонування мікробних угруповань ґрунту в умовах антропогенного навантаження. К., 2001 (у співавторстві)
- Актиномицеты рода Streptomyces. Описание видов и компьютерная программа их идентификации. К., 2003 (у співавторстві) (рос.)
- Іутинська Г. О. Ґрунтова мікробіологія. — Київ : Арістей, 2006. — 284 с. — ISBN 966-8458-95-8.
- Мікробні угруповання ґрунтосубстратів антарктичного острова Галіндез // МКЖ. 2008. Т. 70, № 5 (у співавторстві).